# Lolme
 Lolme  (en occitano L'Orme) es una población y comuna francesa, situada en la región de Aquitania, departamento de Dordoña, en el distrito de Bergerac y cantón de Monpazier.

## Demografía
| 101 | 104 | 104 | 110 | 105 | 111 | 149 | 146 | 132 | 199 | 191 | 191 |
| Para los censos de 1962 a 1999 la población legal corresponde a la población sin duplicidades (Fuente: INSEE [Consultar]) |     |     |     |     |     |     |     |     |     |     |     |